# Kärrek
Kärrek (Quercus palustris) är en bokväxtart som beskrevs av Otto von Münchhausen. Kärreken ingår i släktet ekar, och familjen bokväxter. Inga underarter finns listade.
Kärrek planteras som prydnadsträd.
Arten förekommer i östra USA från sydöstra South Dakota och centrala Texas österut samt i sydöstra Kanada. Den saknas i Florida. Kärrek växer i låglandet och i kulliga områden upp till 350 meter över havet. Som namnet antyder kan den uthärda förhållanden som uppstår i kärr med tidvis översvämning. Denna ek kan bilda ansamlingar där inga andra träd finns med. Kärrek kan även ingå i lövskogar tillsammans med Liquidambar styraciflua, Quercus alba, Ulmus americana och Acer rubrum.
Stora exemplar kan bli 25 meter höga.

## Bildgalleri

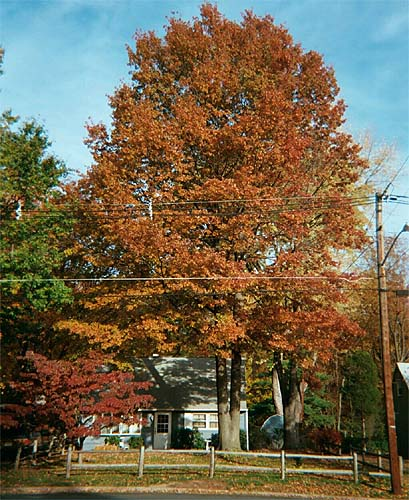
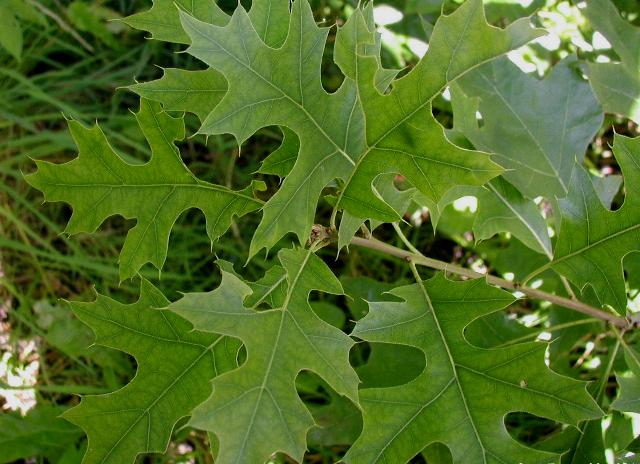
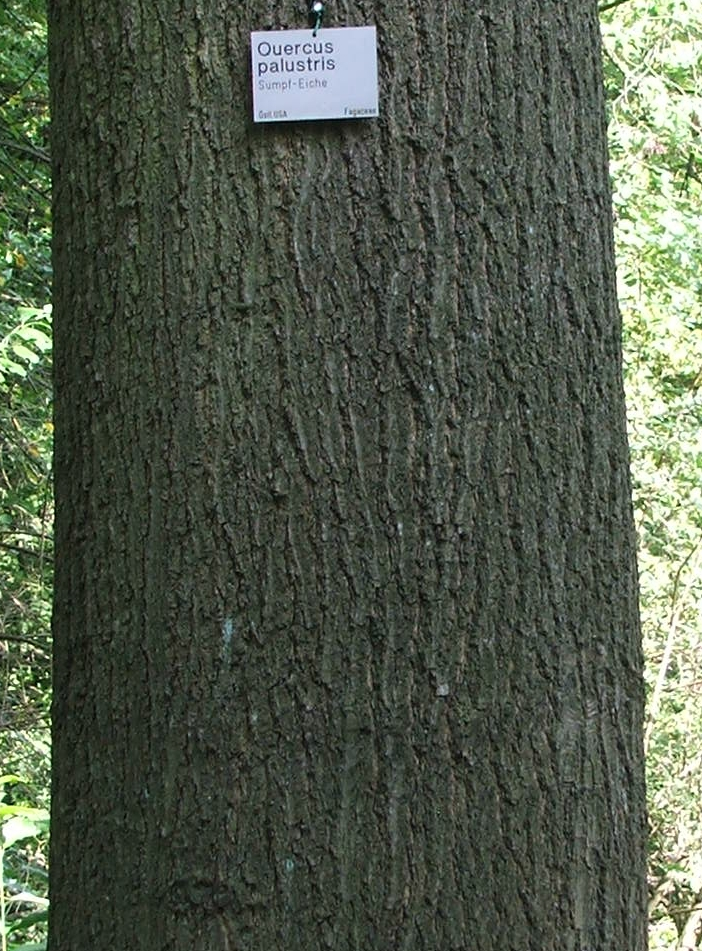